# Université Savoie-Mont-Blanc
L’université Savoie-Mont-Blanc (USMB), anciennement dénommée université de Savoie et officiellement intitulée université de Chambéry, est une université française publique située dans les départements de Savoie et Haute-Savoie, plus précisément sur les communes de Chambéry, Le Bourget-du-Lac et Jacob-Bellecombette en Savoie et Annecy en Haute-Savoie.
Pluridisciplinaire, elle forme plus de 15 000 étudiants dans les domaines des sciences et technologies, art, lettres et langues, droit, économie, gestion et sciences humaines et sociales, et la recherche s'effectue au sein de 19 laboratoires de recherche.
Elle se classe, au niveau national, à la 12e place des meilleures universités et à la première place pour son nombre d'étudiants qui participent au programme européen Erasmus. Par ailleurs, l'université est mentionnée six fois dans le classement thématique mondial de Shanghai où elle apparaît entre la 800e et la 900e place du classement des établissements.
Elle est créée en 1979 à partir de collèges universitaires créés dès 1960 et devient membre fondateur du PRES Université de Grenoble depuis juillet 2010. Elle a opté en 2014 pour le statut d'associé de la ComUE Université Grenoble-Alpes.
Le 27 mai 2014, le conseil d'administration de l'établissement s'est prononcé pour une évolution du nom d'usage de l'établissement. En 2015, l'université de Savoie change d'identité et devient l'« Université Savoie Mont Blanc ».
Le président est Philippe Briand, élu en décembre 2024.

## Histoire

### Premières délocalisations universitaires
Capitale du comté puis du duché de Savoie, de 1295 à 1563, à l'apogée des États de Savoie, Chambéry n'accueille aucun établissement universitaire, contrairement à la nouvelle capitale Turin qui obtient une université dès 1405, et n'obtient que la création d'« écoles préparatoires » préparant les étudiants masculins savoyards avant le départ pour Turin.
La Savoie est annexée à la France en 1860, et plusieurs administrations y sont créées. Un rectorat, commun aux deux départements de Savoie et de Haute-Savoie nouvellement créés, est ainsi institué pour gérer l'enseignement. Cependant, contrairement aux autres rectorats français, celui-ci ne dispose pas d'université, et les étudiants de l'académie sont orientés vers les universités de Grenoble et de Lyon pour poursuivre leurs études. Une école préparatoire à l'enseignement supérieur des sciences et des lettres, ainsi qu'une école pratique des sciences sont instituées à Chambéry par un décret du 18 février 1861 pour ce public. Ces écoles se voient dotées de bâtiments dédiés, construits de 1890 à 1892 dans l'actuelle rue Marcoz. Le rectorat de Chambéry est supprimé en 1920, mais l'école préparatoire est conservée tout en se spécialisant dans la préparation à l'entrée dans l'institut polytechnique de Grenoble.
En 1948 sont instaurés en France des cours de propédeutique, ce qui permet d'aligner les enseignements des anciennes écoles préparatoires sur les enseignements universitaires. En 1966, les enseignements de propédeutiques sont réformés avec l'introduction du DEUG, ce qui pousse la durée des formations dispensées à Chambéry de un à deux ans.

### Le centre universitaire de Savoie
Le centre universitaire de Savoie est instauré à partir des deux collèges universitaires de lettres et de science en 1970. Les réformes universitaires qui font suite à mai 68 obligent les universités à se structurer sous la forme d'unités d'enseignement et de recherche, et les collèges universitaires présents à Chambéry en profitent en adoptant cette forme pour se réunir en centre universitaire en même temps que d'autres centres du même type se constituent à Angers, Perpignan, Valenciennes, ou Le Mans, et au moment où, à Grenoble, l'ancienne université de tutelle doit faire face à sa partition en trois nouvelles universités.
Cette autonomisation s'accompagne du développement de bâtiments nouveaux, et dès 1969 le campus de la colline Jacob-Bellecombette commence à prendre le relais des bâtiments de la rue Marcoz. L'établissement élargit aussi ses formations, avec le développement de formations de deuxième cycle, ou liées à des problématiques locales, et dès 1973-1975 certains de ces enseignements se développent jusqu'au niveau du troisième cycle. Enfin, des formations s'ouvrent pour la première fois à Annecy en 1973 avec la création de deux départements d'IUT, l'un de mécanique, et l'autre de technique de commercialisation.

### L'université de Savoie

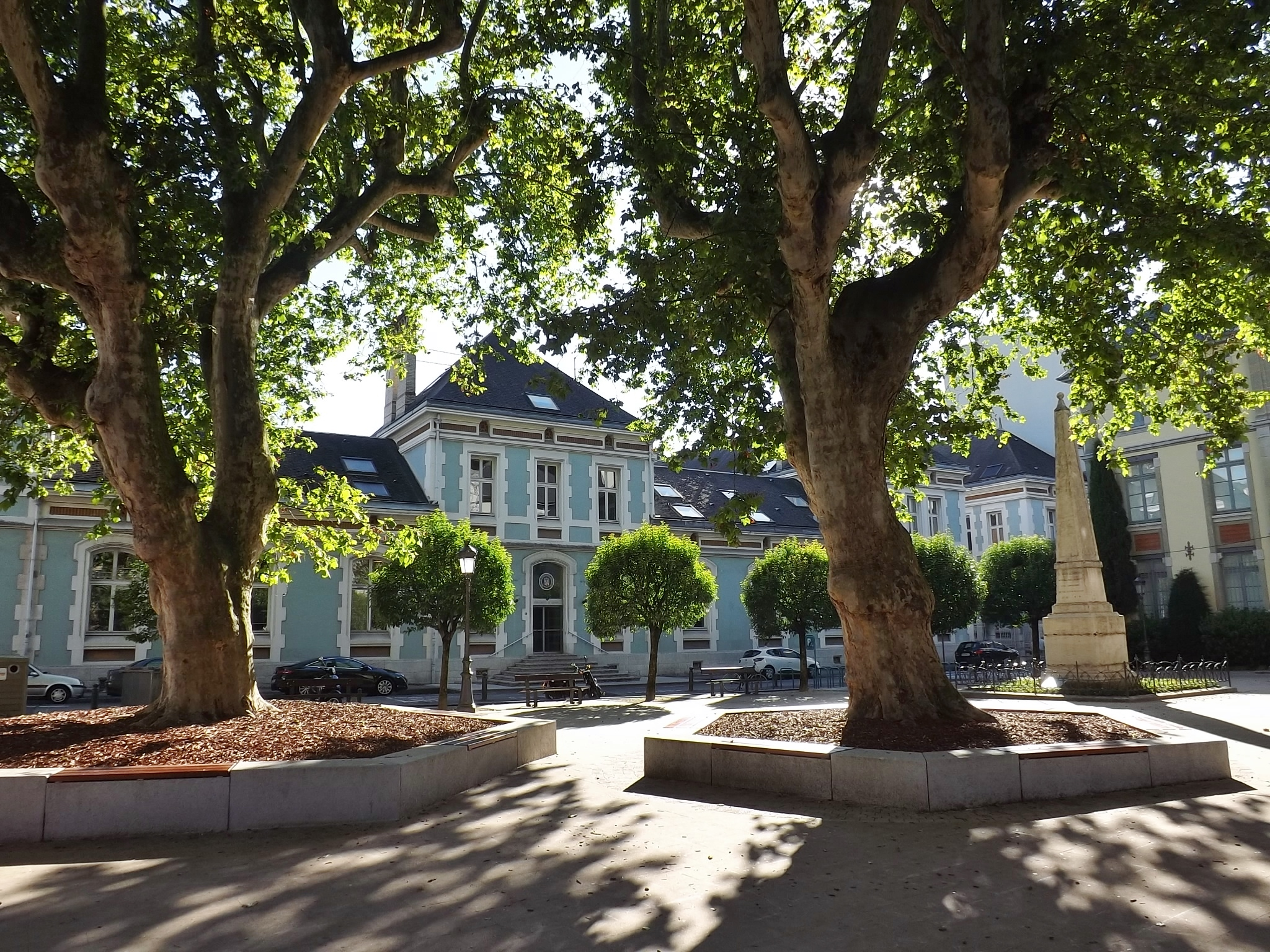
Siège de l'université à Chambéry.

L'université de Savoie est créée par un décret du 27 juin 1979, à effet du 1er octobre 1979. Elle connaît dès le début des problèmes liés à une croissance rapide du nombre de ses étudiants et doit trouver des solutions pour s'agrandir. Le centre-ville de Chambéry est alors en partie délaissé pour un terrain à 10 km de la ville lorsque la base aérienne du Bourget-du-Lac ferme en 1983. La faculté des sciences y déménage dès 1986, en laissant ses anciens locaux aux facultés de droit, de lettres et d'économie, et y dispose dès 1992 d'un complexe de bâtiments neufs. L'université ouvre par ailleurs une école supérieure d'ingénieurs du génie de l'environnement et de la construction sur ce campus en 1989.
Le 16 juillet 2010, l'université de Savoie devient membre fondateur du PRES Université de Grenoble.
En 2015, l'université change de nom d'usage et de logo pour devenir l'université Savoie-Mont-Blanc.
Elle se présente depuis comme une université de recherche et de professionnalisation de rang européen. À ce titre elle a participé aux principaux appels à projet de ces dernières années et obtenus plusieurs succès significatifs : Disrupt'campus (Piton, 2017), NCU (@spire, 2019), EUR (Solar academy, 2019), campus connecté (Faverges-Seythenex, 2020) et université européenne (Unita, 2020).

### Présidents de l'université
Depuis la création du centre universitaire de Savoie, onze présidents se sont succédé.
| Identité                            | Période | Période | Durée |
| Identité                            | Début   | Fin     | Durée |
| ----------------------------------- | ------- | ------- | ----- |
| Roger Decottignies (1923 - 2005)    | 1971    | 1975    | 4 ans |
| Jacques Rebecq (d) (1927 - 2009)    | 1975    | 1980    | 5 ans |
| Dominique Paccard (d) (né en 1939)  | 1980    | 1989    | 9 ans |
| Jean Burgos (d) (né en 1929)        | 1989    | 1994    | 5 ans |
| Pierre Baras (d) (1954 - 2020)      | 1994    | 1999    | 5 ans |
| Jean-Pierre Perrot (d) (né en 1946) | 1999    | 2004    | 5 ans |
| Claude Jameux (d) (né en 1949)      | 2004    | 2008    | 4 ans |
| Gilbert Angénieux (d) (né en 1955)  | 2008    | 2012    | 4 ans |
| Denis Varaschin (né en 1957)        | 2012    | 2021    | 9 ans |
| Philippe Galez (d) (né en 1963)     | 2021    | 2024    | 3 ans |
| Philippe Briand (d)                 | 2024    |         |       |

## Composantes

### Unités de formation et de recherche
- UFR lettres, langues & sciences humaines (LLSH) ;
- UFR faculté de droit (FD) ;
- UFR Sciences et montagne (SceM), issue du regroupement des UFR : Centre interdisciplinaire scientifique de la montagne (CISM) et sciences fondamentales et appliquées (SFA) depuis le 1er janvier 2016).

### Instituts et écoles
- IUT d'Annecy ;
- IUT de Chambéry (site du Bourget-du-Lac - Savoie Technolac) ;
- IAE Savoie Mont-Blanc ;
- Polytech Annecy-Chambéry.
- Tetras Annecy.

## Implantations
L'université Savoie-Mont-Blanc est implantée sur trois domaines universitaires sur les deux départements de la Savoie et de la Haute-Savoie.
- Le campus d'Annecy accueille près de 4 500 étudiants au sein de l'IUT d'Annecy, de l'IAE Savoie Mont-Blanc et de l'école d'ingénieurs Polytech Annecy-Chambéry.
- Le campus de Jacob-Bellecombette (1,5 km au sud de Chambéry) accueille plus de 4 800 étudiants au sein de l'UFR de lettres, langues et sciences humaines, de la Faculté de droit et de l'IAE Savoie Mont-Blanc.
- Le campus du Bourget-du-Lac / Savoie Technolac (12 km au nord de Chambéry) accueille plus de 3 800 étudiants au sein de l'IUT de Chambéry, de l'UFR Sciences et montagne - SceM  et de l'école d'ingénieurs Polytech Annecy-Chambéry.

Des formations sont également dispensées en collaboration avec des partenaires sur tout le territoire et au-delà des frontières, à Annecy, Annemasse, Thonon-les-Bains, Genève, Turin, Vercelli etc.
Dans le centre de Chambéry sont situés la présidence de l'établissement ainsi que le Centre national de formation pour les enseignants auprès des déficients sensoriels (CNFEDS).

### Annecy

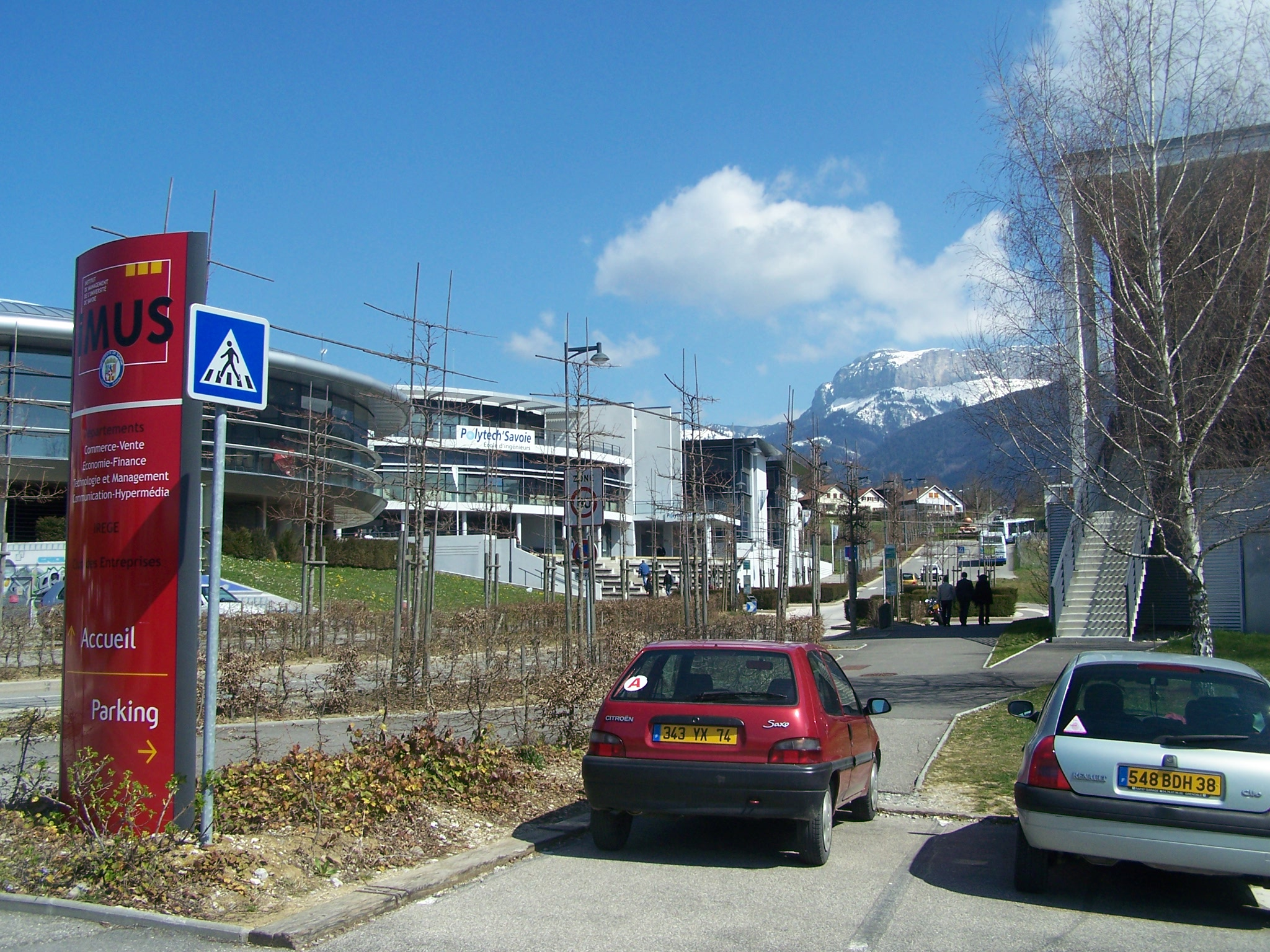
Campus d'Annecy.

Le campus d'Annecy est composé de plusieurs instituts et écoles : l'IUT d'Annecy, l'IAE Savoie Mont-Blanc, Tetras et Polytech Annecy-Chambéry.
Plusieurs points de restauration gérés par le CROUS sont disponibles sur place : le restaurant universitaire (RU), la cafétéria de Polytech, la cafétéria de l'IUT et le restaurant universitaire Tom Morel.
De nombreuses résidences universitaires se trouvent également sur le campus.

### Le Bourget-du-Lac
Le Bourget-du-Lac est une commune connue depuis le Moyen-Âge pour l'édification du Château du Bourget. Le campus universitaire du Bourget-du-Lac est construit dans le technopole de Savoie Technolac, sur l'ancienne base aérienne 725 Chambéry-Le Bourget-du-Lac (fermée en 1983).

### Jacob-Bellecombette
Le campus de Jacob-Bellecombette est situé sur une commune voisine de Chambéry. Il fut construit sur des champs à partir de 1979.

## Enseignement et recherche

### Formation
L'université Savoie Mont Blanc propose à la rentrée 2025 un total de 20 mentions de licence, 19 mentions de licences professionnelle, et 29 mentions de master. 14 diplômes de BUT et 7 d'ingénieur sont aussi proposés par l'université.
La licence générale est délivrée dans plusieurs domaines qui se déclinent ensuite en mentions puis en spécialités. Il est proposé dans l'université une licence arts-lettres-langues qui compte 3 mentions, une licence droit-économie-gestion avec 6 mentions, une licence sciences humaines et sociales, avec 4 mentions, et une licence sciences, technologie, santé, avec 7 mentions. Lors de leurs évaluations par l'AERES, 13 de ces mentions ont obtenu la notation A ou A+, et sept la notation B,.
De la même façon, le master est délivré dans plusieurs domaines qui se déclinent ensuite en mentions puis en spécialités et éventuellement en parcours. Il est proposé dans cette université un master « sciences et technologies » avec 5 mentions, une mention de master de « sciences de la vie, de la santé et de l'écologie », un master « sciences humaines et sociales » avec 13 mentions et 33 spécialités, et un master « arts, lettres et langues » avec 3 mentions.
L'université Savoie Mont Blanc accueille également depuis 1985 des étudiants sportifs de haut niveau dont elle aménage le suivi des études, et compte à ce titre plus de 200 médaillés olympiques et mondiaux parmi ses anciens étudiants.

### Relations internationales
L'université est partie prenante dans des programmes d'échanges généraux tels qu'Erasmus ou CREPUQ, et dispose aussi de conventions bilatérales. En 2009, les échanges Erasmus représentent un flux de 842 étudiants entrants, ce qui représente sur la période 2003-2008 entre 1,79 et 2,64 % des étudiants de l'université, et qui place l'établissement entre la 1re et la 5e place des universités française pour ce type d'accord. La population sortante représente elle pour ce type d'accord 742 étudiants en 2009.
Par ailleurs, l'université a développé dix doubles diplômes avec des partenaires internationaux, dont six avec des établissements italiens.

### Recherche
Laboratoires de l'université Savoie-Mont-Blanc
- Centre alpin de recherche sur les réseaux trophiques des écosystèmes limniques (CARRTEL) ;
- Centre de recherche en droit Antoine-Favre (anciennement CDPPOC Centre de droit privé et public des obligations et de la consommation) ;
- Laboratoire Environnements, dynamiques et territoires de la montagne (EDYTEM) ;
- Centre de Radiofréquences, Optique et Micro-nanoélectronique des Alpes (CROMA) anciennement Laboratoire d'hyperfréquences et de caractérisation (IMEP-LAHC) ;
- Institut de recherche en gestion et économie (IREGE) ;
- Institut des sciences de la Terre (ISTerre) ;
- Laboratoire de mathématiques (LAMA) ;
- Laboratoire d'Annecy de physique des particules (LAPP) ;
- Laboratoire d'Annecy-le-Vieux de Physique Théorique (LAPTh) ;
- Laboratoire chimie moléculaire et environnement (LCME) ;
- Laboratoire d'écologie alpine (LECA) ;
- Laboratoire d'électrochimie et de physicochimie des matériaux et des interfaces (LEPMI) ;
- Laboratoire interuniversitaire de psychologie (LIP/PC2S)[31] ;
- Laboratoire d'informatique, systèmes, traitement de l'information et de la connaissance (LISTIC) ;
- Langages, littératures, sociétés (LLS) ;
- Laboratoire d'optimisation de la conception et ingénierie de l'environnement (LOCIE) ;
- Laboratoire de physiologie de l'exercice (LPE) ;
- Laboratoire de psychologie et neurocognition (LPNC) ;
- Systèmes et matériaux pour la mécatronique (SYMME).

## Vie étudiante
Depuis 1992, l'université de Savoie mène à travers Campus en musique un partenariat avec la Caisse des dépôts et consignations et l'Orchestre des Pays de Savoie. Campus en musique permet un accès privilégié des étudiants à la musique classique grâce à la venue sur les différents campus de l'université des musiciens lors de concerts d'orchestre ou de musique de chambre.

### Représentation et associations étudiantes
L'université revendique une quarantaine d'associations labellisées, sur les trois campus et dans de multiples disciplines. Une journée des associations étudiantes est organisée chaque année pour les découvrir.
Au niveau de la représentation étudiante, sont représentés au conseil d'administration, la FAGE (gauche), l'Union Étudiante (gauche), le Poing Levé (extrême gauche), la Cocarde étudiante (extrême droite), ainsi que Solidaires Étudiant-e-s (gauche) et l'UNEF  (gauche) par le passé.

### Évolution démographique
| 1960 | 1973  | 1974  | 1975  | 1976  | 1977  | 1978  | 1979  |
| ---- | ----- | ----- | ----- | ----- | ----- | ----- | ----- |
| 300  | 1 684 | 1 816 | 2 119 | 2 203 | 2 347 | 2 479 | 2 532 |

| 1980  | 1981  | 1982  | 1983  | 1984  | 1986  | 1994   | 2000   |
| ----- | ----- | ----- | ----- | ----- | ----- | ------ | ------ |
| 2 512 | 2 520 | 2 921 | 3 250 | 3 336 | 4 139 | 10 400 | 12 101 |

| 2001   | 2002   | 2003   | 2004   | 2005   | 2006   | 2007   | 2008   |
| ------ | ------ | ------ | ------ | ------ | ------ | ------ | ------ |
| 11 788 | 12 087 | 12 314 | 12 080 | 11 836 | 11 493 | 11 016 | 10 983 |

| 2009   | 2010   | 2011   | 2012   | 2013   | 2016   | 2018   | 2021   |
| ------ | ------ | ------ | ------ | ------ | ------ | ------ | ------ |
| 11 289 | 11 650 | 11 890 | 12 478 | 13 045 | 14 107 | 14 831 | 15 376 |

| 2024   | - | - | - | - | - | - | - |
| ------ | - | - | - | - | - | - | - |
| 14 498 | - | - | - | - | - | - | - |

## Personnalités liées

### Étudiants
- Yann Barthès[50], journaliste, animateur, et producteur français sur TMC, en DEUG d'anglais.
- Christophe Lemaitre[51], triple champion d'Europe d'athlétisme aux championnats d'Europe de 2010.
- Richard Gay[51], médaillé de bronze en ski acrobatique aux Jeux olympiques de 2002
- Chloé Trespeuch, membre de l'équipe de France de snowboardcross[52].
- Perrine Laffont, championne olympique en ski acrobatique aux Jeux olympiques de 2018[53]
- Émilien Jacquelin, double champion du monde de poursuite au biathlon 2020-2021

## Images de l'université

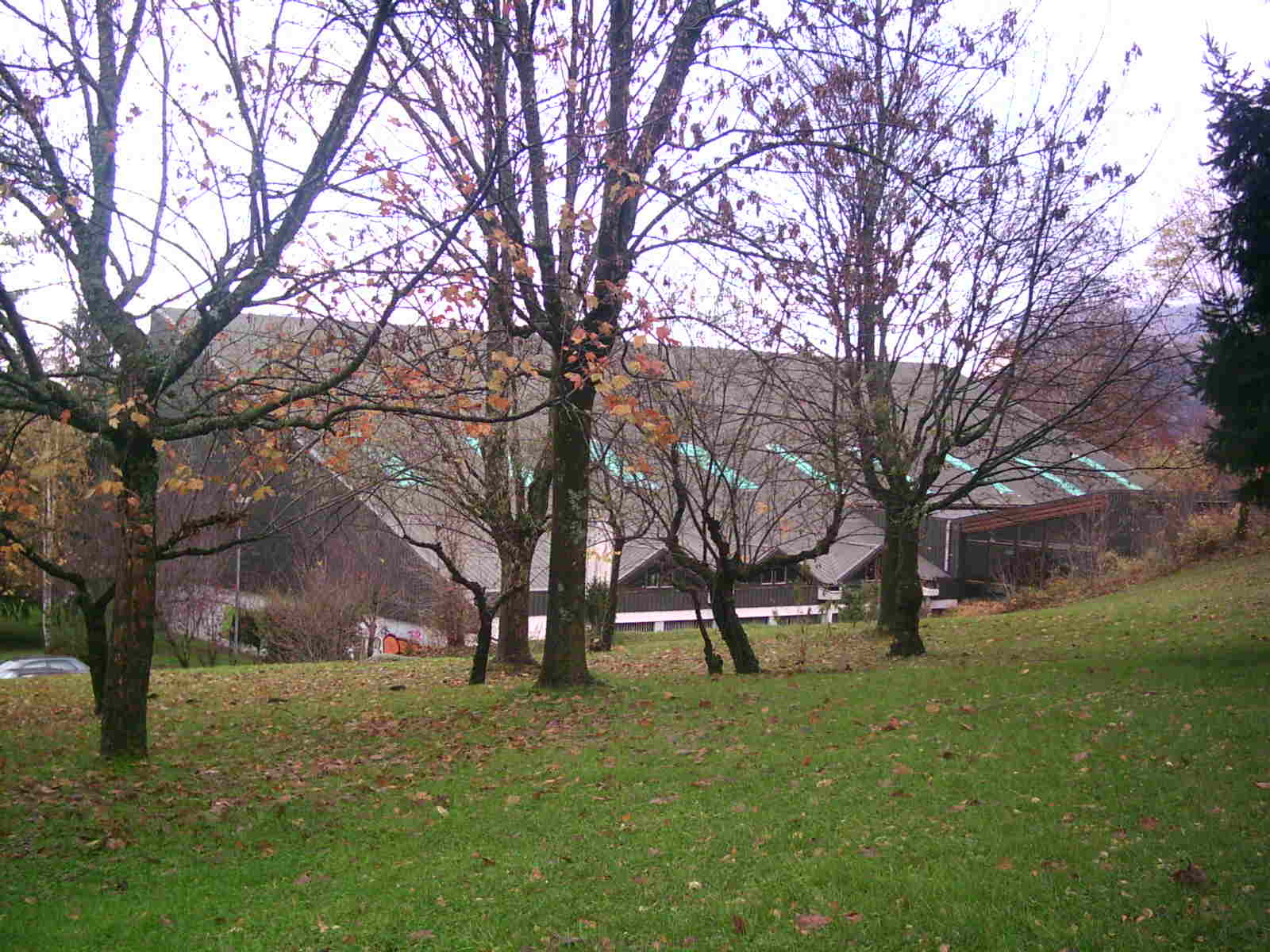
La Halle des sports, Jacob-Bellecombette.
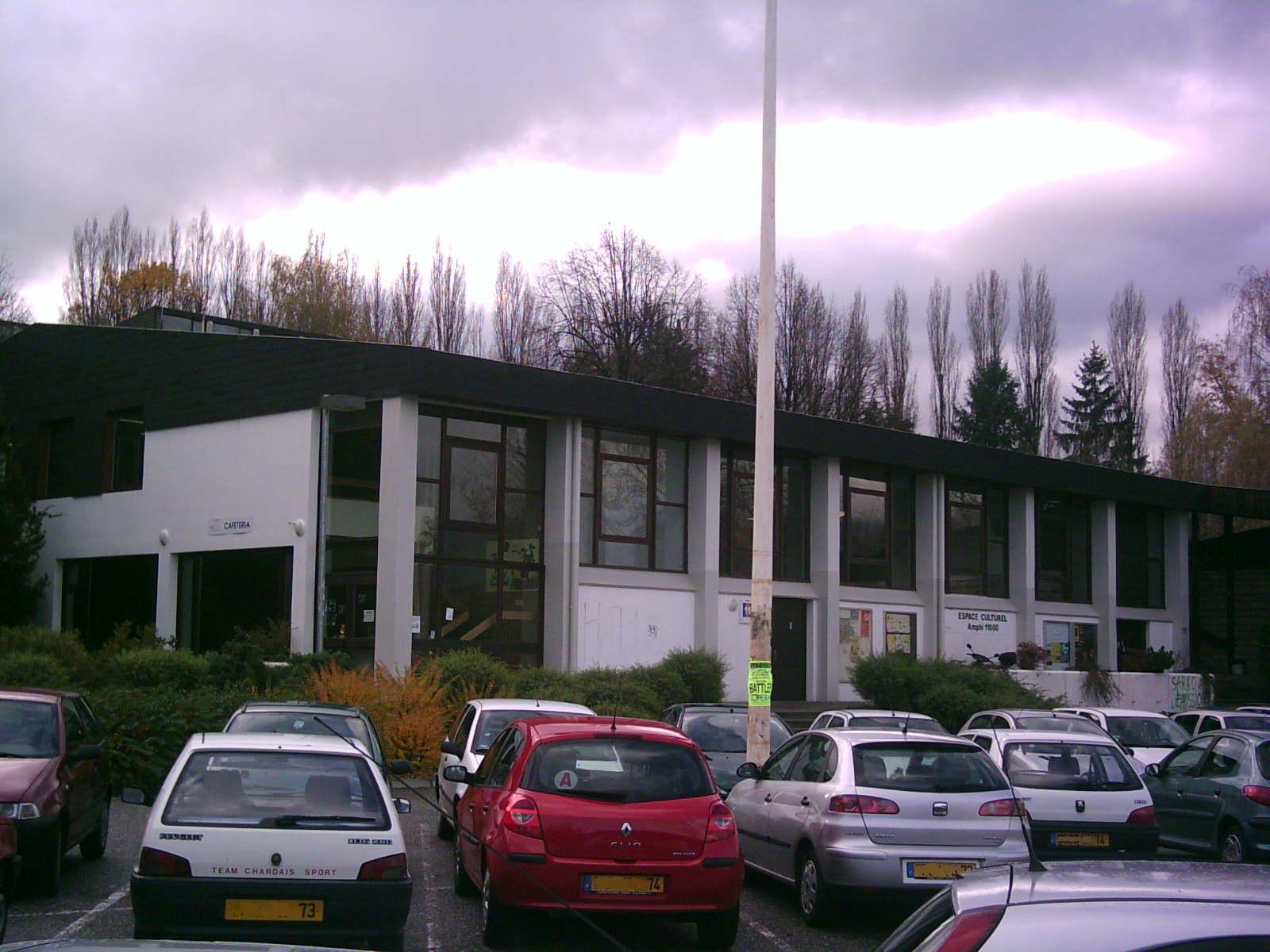
Amphi culturel, Jacob-Bellecombette.
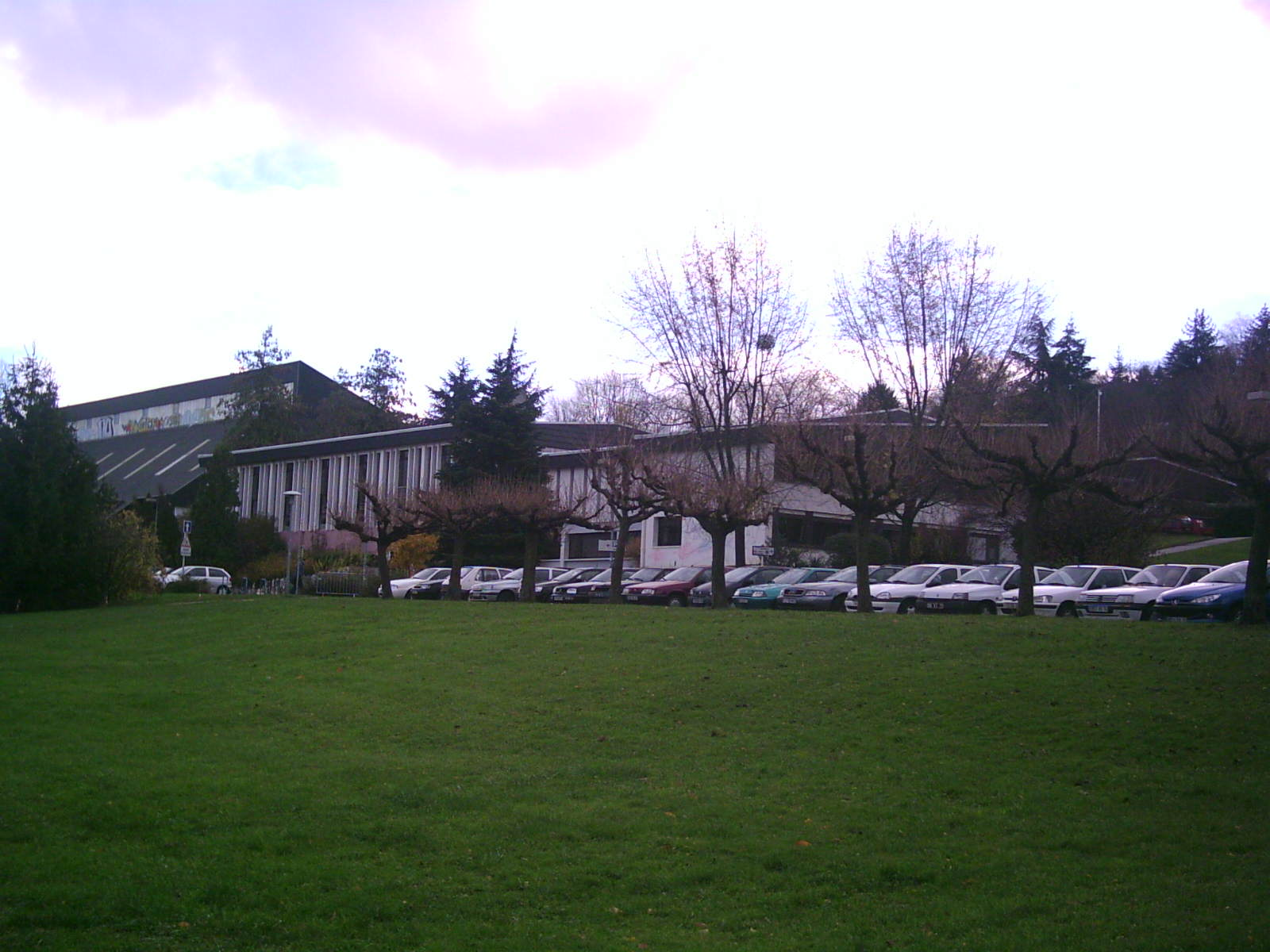
Bibliothèque, Jacob-Bellecombette.
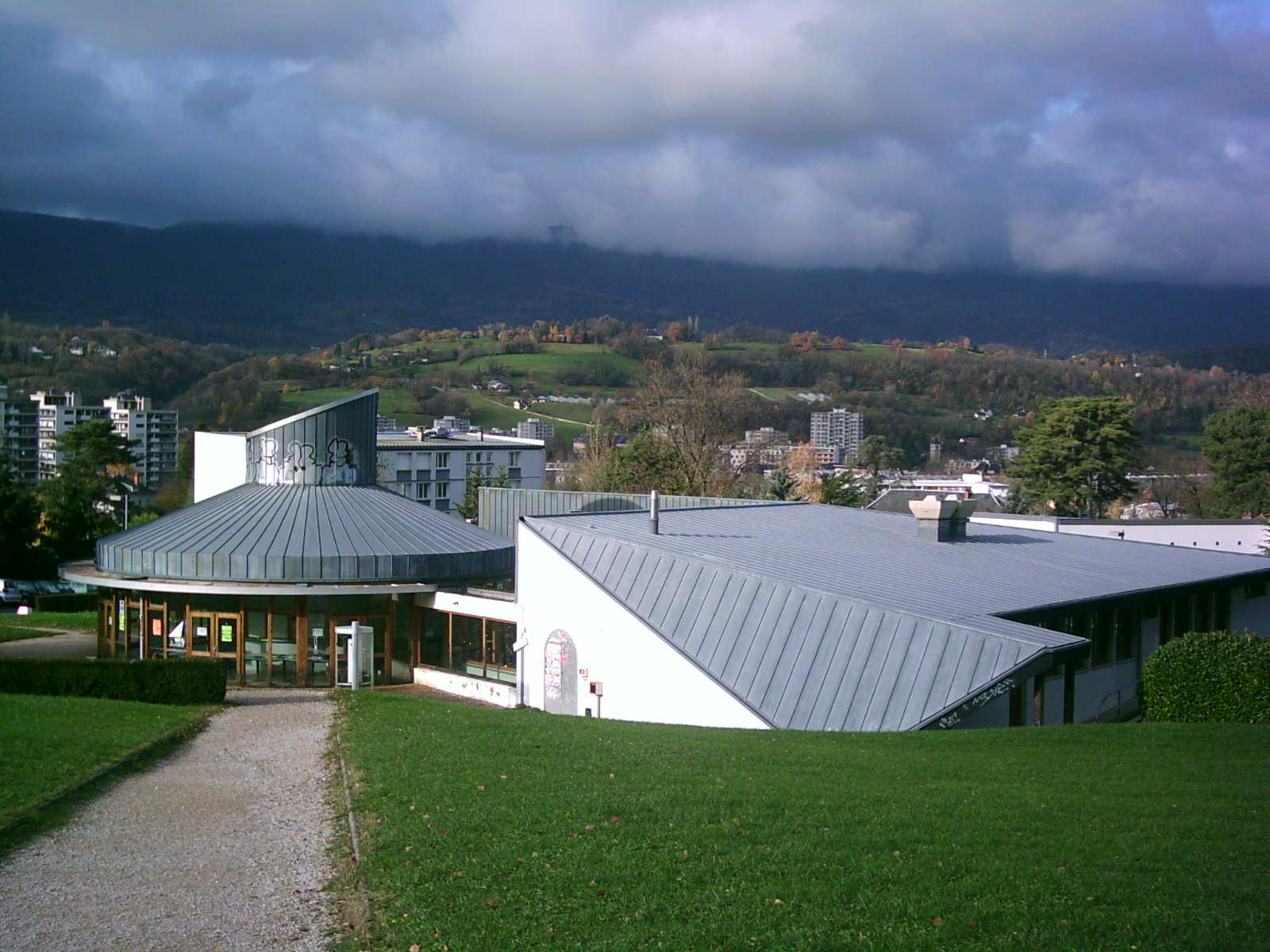
Restaurant universitaire, Jacob-Bellecombette (détruit par un incendie en juillet 2008).

## Identité visuelle

Logo de l'université de [Quand ?] à janvier 2015.
Logo de l'université depuis janvier 2015.

### Note
1. ↑  L'AERES évalue les diplômes en quatre catégories, A+, A, B, et C.